# Amigos de Serrablo
Amigos de Serrablo es una asociación cultural dedicada al estudio y preservación del patrimonio de Serrablo, comarca del Alto Gállego en el Pirineo aragonés famosa por sus iglesias mozárabes y románicas, así como por su arquitectura tradicional. 
Ha ganado la Medalla de Oro al mérito en Bellas Artes del Ministerio de Cultura de España por su labor,  y es centro colaborador del Instituto de Estudios Altoaragoneses. En estos 50 años Amigos de Serrablo ha recibido otras numerosas condecoraciones como la Medalla Europa Nostra, Medalla Año Europeo del Patrimonio Arquitectónico, Medalla al Mérito Cultural y la Medalla al Mérito Turístico.

## Historia
La asociación se fundó el 21 de mayo de 1971, en el contexto de la revalorización del patrimonio tradicional por historiadores locales como Antonio Durán Gudiol y Julio Gavín en la década de 1960 tras la emigración desarrollista de las poblaciones rurales montañesas a las zonas urbanas. La sede de la institución se situó en Sabiñánigo, núcleo industrial que se había convertido en la cabecera de referencia para la comarca Alto Gállego. 
Sus proyectos han estado centrados en la formación y la restauración de las iglesias de Serrablo, que afrontaban peligro de ruina. Desde 1985 operaron una escuela-taller dedicada a la restauración. Asimismo, promovieron el Museo Ángel Orensanz y Artes del Serrablo (Sabiñánigo) y el Museo de Dibujo Julio Gavin (Larrés). Editan una revista científica llamada Serrablo y diversas publicaciones, periódicas y no periódicas, sobre historia y cultura pirenaica.

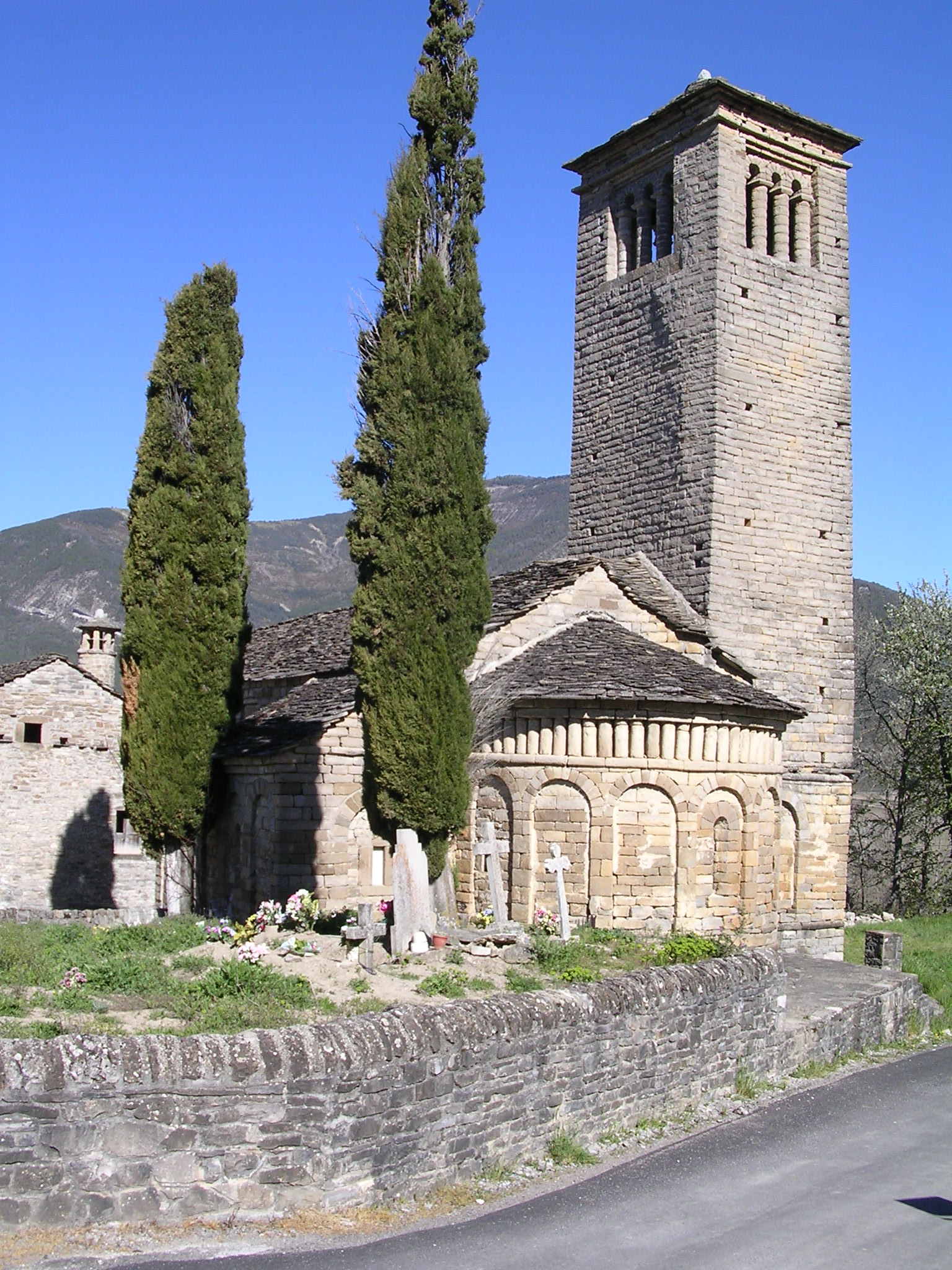
Iglesia de San Pedro de Lárrede.

## Publicaciones
- Guía monumental de Serrablo (1981)
- Miscelania de estudios en honor de D. Antonio Durán Gudiol (1981)
- Artesanía de Serrablo (1983)
- Arquitectura popular de Serrablo (2000)
- Juan Emilio Aragonés, su vida y su obra : un ejemplo de aragonesismo y humanidad (2001)
- Santiago Ramón y Cajal: las primeras andanzas de un sabio (2002)
- Don Pedro Villacampa Maza de Lizana. Héroe serrablés de la Guerra de la Independencia española (2005)
- Flora medicinal del Alto Gállego (Pirineo aragonés): herbario de D. Vicente Latorre (1823-1888), farmacéutico de Larrés (Huesca), conservado en Jerez (Cádiz) (2007)
- Las iglesias de Serrablo (2007)
- Acumuer 1556-1965 (2008)
- Museo de dibujo "Julio Gavín-Castillo de Larrés" (2009)
- Biscarra. Los Caballeros de Cristo (2018)
- Las pastoradas aragonesas de Yebra de Basa en el siglo XIX (2021)